# Чемпіонат СРСР з легкої атлетики в приміщенні 1971 — 110 метрів з бар'єрами (чоловіки)

## Результати

### Попередні раунди

#### Забіги
| Атлет             | Регіон              | Місто/Область | Результат |
| ----------------- | ------------------- | ------------- | --------- |
| В'ячеслав Тяпугін | Узбецька РСР        | Ташкент       | 14,2      |
| Геннадій Лісін    | Азербайджанська РСР | Баку          | 14,4      |

#### Півфінали
| Атлет             | Регіон | Місто/Область | Результат |
| ----------------- | ------ | ------------- | --------- |
| Олег Степаненко   | Москва | Москва        | 14,0      |
| Олександр Косарев | Москва | Москва        | 14,1      |
| Олександр Синіцин | УРСР   | Київ          | 14,2      |

### Фінали

#### Фінал А
| Місце | Атлет             | Регіон         | Місто/Область | Результат |
| ----- | ----------------- | -------------- | ------------- | --------- |
| 1     | Віктор Баліхін    | Білоруська РСР | Брест         | 13,7      |
| 2     | Олег Степаненко   | Москва         | Москва        | 14,2      |
| 3     | Олександр Косарев | Москва         | Москва        | 14,3      |
| 4     | Олександр Синіцин | УРСР           | Київ          | 14,3      |

#### Фінал Б
| Місце | Атлетка           | Регіон              | Місто/Область | Результат |
| ----- | ----------------- | ------------------- | ------------- | --------- |
| 1     | Віктор Мясников   | Білоруська РСР      | Мінськ        | 14,2      |
| 2     | В'ячеслав Тяпугін | Узбецька РСР        | Ташкент       | 14,4      |
| 3     | Геннадій Лісін    | Азербайджанська РСР | Баку          | 14,4      |